# Барице (Пландиште)
Барице су село у Војводини, у општини Пландиште. Према попису становништва из 2022. године, Барице имају 364 становника.

## Историја имена
Село Барице се спомиње по први пут званично 1713. године под именом Јанош. Године 1717. село мења име у Сент Јанош а 1922. добија своје српско име Свети Јован. После Другог светског рата село добија своје садашње име Барице, вероватно због барица које су настале током коришћења земље за градњу.

## Становништво
Према цензусу из 1837. године је имало 1.523 становника, од којих су 1.511 били православци, 8 католици и 4 јевреји, тада је попис становништва рађен по вероисповести. Село је било на врхунцу своје популације 1910. године са 1.568 становника. Податак из 1921. године нам даје попис по националности, тако да по том податку село је имало 1.456 становника од који су 1.334 били Румуни, 54 Срби, 51 Мађари и 17 Немци.

## Историја
Што се тиче времена пре 1713. године и питања како је село заправо настало, морамо се ослонити на ”древно сећање“. Према забелешкама попа Јона Негоје (рум:Ioana Neagoe), из 1861. године, село је основано 1521. године од стране шест породица из подручја Векул Регат (рум:Vechiul Regat) из Трансилванији. Име потиче вероватно од имена свеца заштитника, Светог Јована. Насељеници су се прво настанили на месту којем су дали име Пиетри (Камење) на подручју данашњег Јерменовца. На том месту се и дан данас налази дрвени крст. Тамо су боравили 64 година, до 1585. године, када су се у страху од турских напада преселили на место које је било боље заштићено, где се налази данашње село. Прва црква је саграђена од дрвета и била је коришћена 311 година. Први поп је био Раду Негоје, вероватно предак Јона Негоје који је водио забелешке ”према древном сећању“. Из почетка су куће биле грађене без икаквог планирања. Године 1789. се почело градити по равним улицама, у шору. У српском катастиху Пећке Патријаршије од 1660. до 1666. године се спомиње и село Сент Јанош као давалац прилога за Патријаршију. Такође се спомиње и 1788. године када је Аустроугарска коњица одбила напад турске коњице у близини Сент Јаноша.
Аустријски царски ревизор Ерлер је 1774. године констатовао да место "Сент Јанош" припада Вршачком округу, Вршачког дистрикта. Становништво је измешано, српско и влашко.
Др Глигор Попи наводи у својој књизи ”Румуни у српском делу Баната“ да је у биткама поводом народно ослободилачких устанака у Аустроугарској (1848 – 1849) настрадало и село Сент Јанош. Становници су били напустили село од 13. септембра 1848. до 20. јануара 1849, а кад су се вратили затекли су село у рушевинама.

### Цртице из историје
Током тридесетих година прошлог века једна делегација из Светог Јована је посетила румунског краља Карола I у сврху тражења румунског учитеља за село. Краљ их је лепо примио али румунски учитељ није послан.
Током Првог светског рата је погинуло 40 мушкараца из Сент Јаноша мобилизованих у Аустроугарској војсци.
Током нацистичке окупације 45 мушкараца су били одведени на принудни рад.

## Одумирање села
До 1910. године се број становника села повећавао, али већ је 1878. почињло са исељавањем. Те године се 23 породица, којима је досадило после 12 година поплава, иселило за Добруџу у Румунији. Године 1882. је још 48 домаћинстава, 222 особа, покушало да емигрира за Крајову у Румунији али су били враћени натраг. После Другог светског рата је почела емиграција према западу и градовима. Према цензусу из 2002. године у селу Барице је преостало 598 становника.

## Демографија
Према попису из 2002. било је 598 становника (према попису из 1991. било је 887 становника).
У насељу Барице живи 483 пунолетна становника, а просечна старост становништва износи 44,8 година (42,6 код мушкараца и 46,8 код жена). У насељу има 195 домаћинстава, а просечан број чланова по домаћинству је 3,07.
Ово насеље је углавном насељено Румунима (према попису из 2002. године).
|  |

| Демографија | Демографија | Демографија |
| Година      | Становника  | Становника  |
| ----------- | ----------- | ----------- |
| 1948.       | 1.332       |             |
| 1953.       | 1.359       |             |
| 1961.       | 1.331       |             |
| 1971.       | 1.259       |             |
| 1981.       | 1.044       |             |
| 1991.       | 887         | 709         |
| 2002.       | 598         | 772         |

| Етнички састав према попису из 2002.‍ | Етнички састав према попису из 2002.‍ | Етнички састав према попису из 2002.‍ | Етнички састав према попису из 2002.‍ | Етнички састав према попису из 2002.‍ |
| ------------------------------------ | ------------------------------------ | ------------------------------------ | ------------------------------------ | ------------------------------------ |
|                                      |                                      |                                      |                                      |                                      |
| Румуни                               | Румуни                               |                                      | 533                                  | 89,13%                               |
| Срби                                 | Срби                                 |                                      | 29                                   | 4,84%                                |
| Мађари                               | Мађари                               |                                      | 6                                    | 1,00%                                |
| Роми                                 | Роми                                 |                                      | 5                                    | 0,83%                                |
| Југословени                          | Југословени                          |                                      | 4                                    | 0,66%                                |
| Македонци                            | Македонци                            |                                      | 3                                    | 0,50%                                |
| Словаци                              | Словаци                              |                                      | 2                                    | 0,33%                                |
| Немци                                | Немци                                |                                      | 1                                    | 0,16%                                |
| Бугари                               | Бугари                               |                                      | 1                                    | 0,16%                                |
| непознато                            | непознато                            |                                      | 10                                   | 1,67%                                |

| Година пописа     | 1948. | 1953. | 1961. | 1971. | 1981. | 1991. | 2002. |
| ----------------- | ----- | ----- | ----- | ----- | ----- | ----- | ----- |
| Број домаћинстава | 285   | 291   | 289   | 276   | 247   | 229   | 195   |

| Број чланова      | 1  | 2  | 3  | 4  | 5  | 6  | 7 | 8 | 9 | 10 и више | Просек |
| ----------------- | -- | -- | -- | -- | -- | -- | - | - | - | --------- | ------ |
| Број домаћинстава | 40 | 57 | 30 | 21 | 25 | 14 | 4 | 3 | 1 | 0         | 3,07   |

| Пол    | Укупно | Неожењен/Неудата | Ожењен/Удата | Удовац/Удовица | Разведен/Разведена | Непознато |
| ------ | ------ | ---------------- | ------------ | -------------- | ------------------ | --------- |
| Мушки  | 238    | 44               | 155          | 27             | 11                 | 1         |
| Женски | 265    | 34               | 156          | 66             | 9                  | 0         |
| УКУПНО | 503    | 78               | 311          | 93             | 20                 | 1         |

| Пол    | Укупно                    | Пољопривреда, лов и шумарство | Рибарство                            | Вађење руде и камена | Прерађивачка индустрија       |
| ------ | ------------------------- | ----------------------------- | ------------------------------------ | -------------------- | ----------------------------- |
| Мушки  | 135                       | 110                           | 0                                    | 0                    | 3                             |
| Женски | 75                        | 60                            | 0                                    | 0                    | 1                             |
| УКУПНО | 210                       | 170                           | 0                                    | 0                    | 4                             |
| Пол    | Производња и снабдевање   | Грађевинарство                | Трговина                             | Хотели и ресторани   | Саобраћај, складиштење и везе |
| Мушки  | 0                         | 2                             | 6                                    | 2                    | 2                             |
| Женски | 0                         | 1                             | 2                                    | 1                    | 1                             |
| УКУПНО | 0                         | 3                             | 8                                    | 3                    | 3                             |
| Пол    | Финансијско посредовање   | Некретнине                    | Државна управа и одбрана             | Образовање           | Здравствени и социјални рад   |
| Мушки  | 0                         | 1                             | 2                                    | 2                    | 0                             |
| Женски | 0                         | 0                             | 2                                    | 6                    | 1                             |
| УКУПНО | 0                         | 1                             | 4                                    | 8                    | 1                             |
| Пол    | Остале услужне активности | Приватна домаћинства          | Екстериторијалне организације и тела | Непознато            | Непознато                     |
| Мушки  | 3                         | 0                             | 0                                    | 2                    | 2                             |
| Женски | 0                         | 0                             | 0                                    | 0                    | 0                             |
| УКУПНО | 3                         | 0                             | 0                                    | 2                    | 2                             |